# 居鼠
居鼠（学名：Colomys goslingi）是居鼠屬的唯一物种，属于哺乳綱、囓齒目、鼠科，原生于非洲。

## 分布
本种分布于安哥拉、布隆迪、喀麦隆、刚果共和国、刚果民主共和国、赤道几内亚、埃塞俄比亚、加蓬、肯尼亚、利比里亚、卢旺达、南苏丹、乌干达及赞比亚等。
生存于森林、草原、疏林草原、内陆湿地等不同的栖息地。

## 分类
本属是鼠亚科的成员之一，与埃塞尼罗鼠属（Nilopegamys）及妒鼠属（Zelotomys）近缘。